# Einhausung Erle

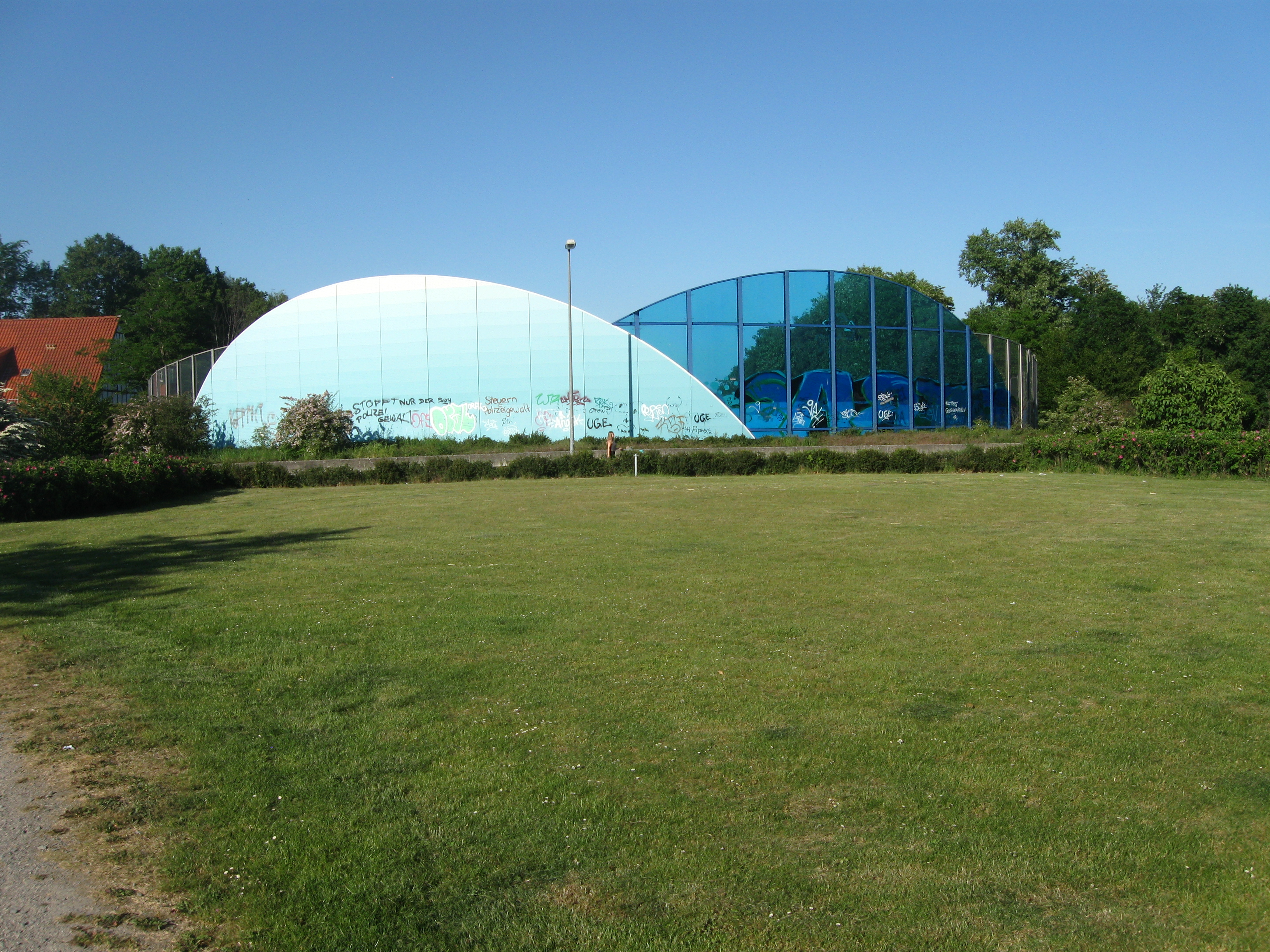
Begrünter Deckel und Ostabschluss der Einhausung Erle

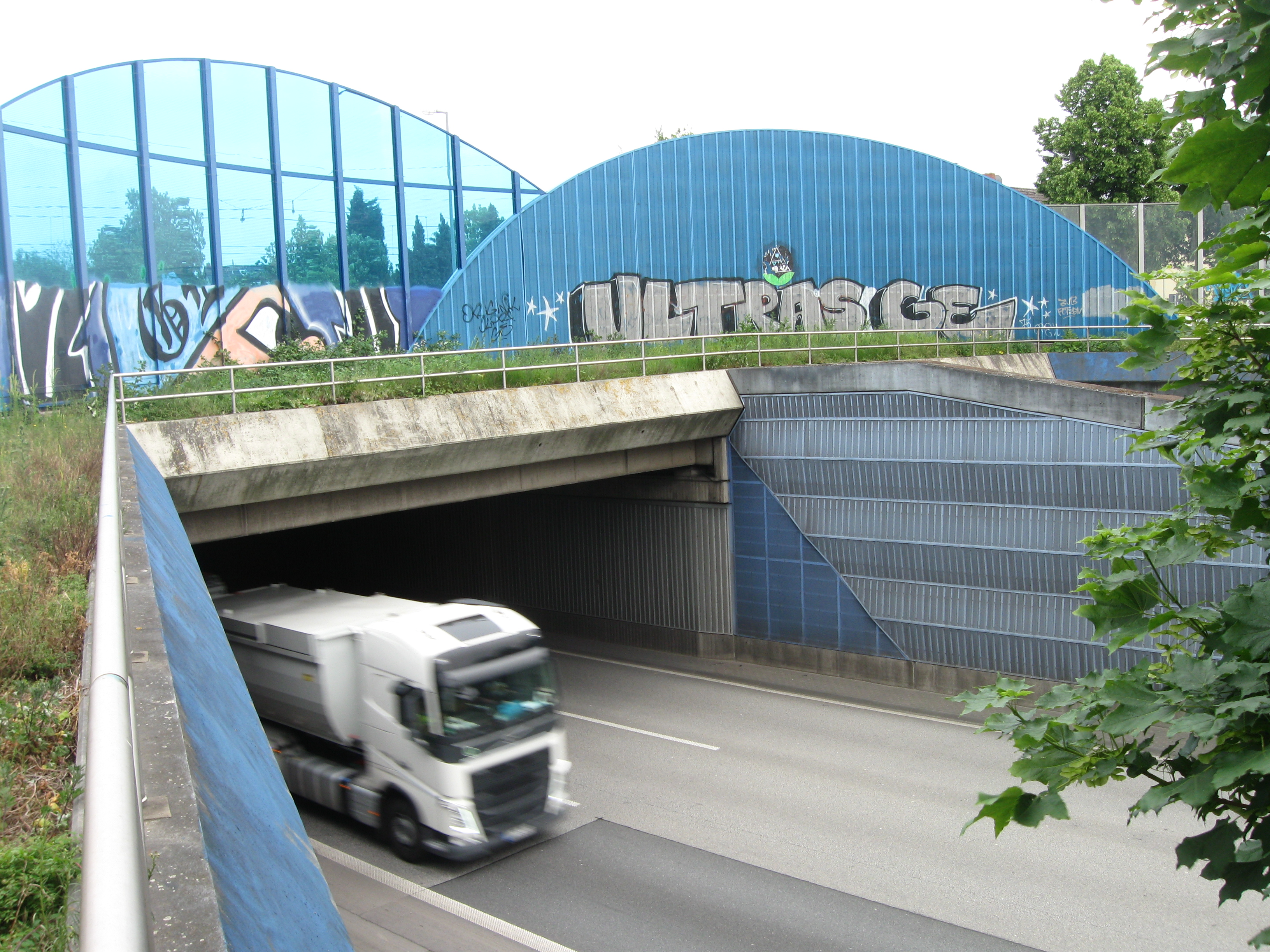
Ein Lkw verlässt den Tunnel durch das Westtor der Einhausung in Fahrtrichtung Oberhausen

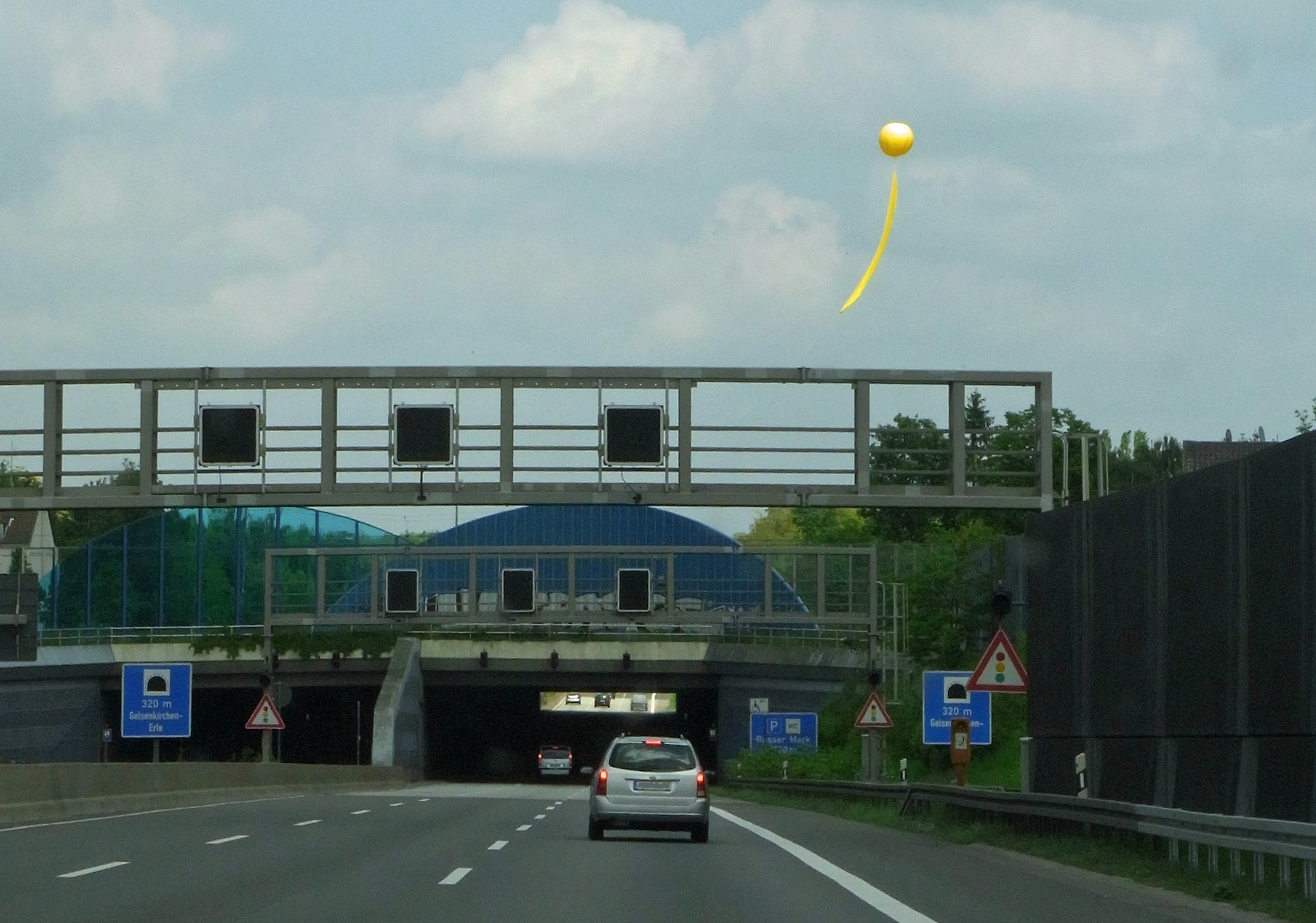
Einfahrt in den Tunnel von Osten (2010), rechts darüber ein gelber Ballon der Installation SchachtZeichen

Die Einhausung Erle (offiziell: Tunnel Gelsenkirchen-Erle) ist eine Einhausung auf der A 2 zwischen den Anschlussstellen Gelsenkirchen-Buer und Herten. Sie unterquert in Form eines 320 Meter langen Straßentunnels in offener Bauweise die Cranger Straße (B 226) und zwei weitere Straßen in Erle. Baubeginn war 2001; statistisches Baujahr ist 2004; die endgültige Fertigstellung erfolgte 2007. In diesem Jahr endete auch der sechsstreifige Ausbau der A 2 auf diesem Abschnitt.
Lange Zeit verbanden drei Brücken die durch die Autobahn getrennten Teile Erles. Im Rahmen des sechsstreifigen Ausbaus wurde nach Vorschlägen einer Bürgerinitiative anstatt eines Lärmschutzwalls die komplette Überdachung der Autobahn, die in diesem Bereich in einer Tieflage verläuft, geprüft und schließlich realisiert. Erste Ideen zur Deckelung der A 2 waren schon im Vorfeld der Internationalen Bauausstellung Emscher Park geäußert worden. Sie scheiterten aber seinerzeit aus Kostengründen.
Aufgrund der Problematik des vorhandenen Bergbaugebietes wurde der Überbau aus zwei Einfeldträgern mit Koppelplatte im Bereich der Mittelunterstützung verstärkt. In den Bereichen zwischen den kreuzenden Straßen wurde eine 80 cm tiefe Erdschicht für die Bepflanzung aufgeschüttet. Die an die Tunnelausgänge anschließenden östlichen und westlichen Portalbereiche sind jeweils 30 Meter lang und mit weithin sichtbaren, halbkreisförmigen königsblauen Acrylglasschildern abgeschirmt.
Auf dem Deckel der Einhausung wurde ein öffentlich zugänglicher Park angelegt.
In zweijähriger Bauzeit wurde der Tunnel in Gelsenkirchen-Erle ab Februar 2020 für elf Millionen Euro saniert und modernisiert. Dabei wurden die gesamte Tunneltechnik, die Überwachungstechnik, die Notstromversorgung und die Vorkehrungen für den Notfall komplett ausgetauscht.